# Die Grauen – Graue Panther
DIE GRAUEN – Graue Panther (traducible al español como "Los grises - Pantera gris") fue un partido político alemán que existió entre 1989 y 2008. Fue fundado por la ex-parlamentaria de Die Grünen, Trude Unruh, con la idea de defender los derechos de los ciudadanos de la tercera edad. Sin embargo, tuvo escasa influencia en el ámbito político alemán
Participó en las Elecciones federales de 1990, los primeros comicios a los que se presentó el partido.
Unruh ejerció como presidenta del partido hasta septiembre de 2007 y fue sucedida por Norbert Raeder, que dimitiría en enero de 2008. En 2006 los grises lograron en los comicios del Estado federal de Berlín un 3,8% de los votos, su mejor resultado en unas elecciones regionales. Al año siguiente el partido sufrió un escándalo por las donaciones que condujo a la celebración de un congreso de partido el 1 de marzo de 2008 donde se decidió su disolución. La posterior votación del 17 de marzo confirmaría tal decisión de forma definitiva. El partido fue disuelto oficialmente el 29 de marzo de 2008.